# Illier-et-Laramade
Illier-et-Laramade è un comune francese di 21 abitanti situato nel dipartimento dell'Ariège nella regione dell'Occitania.

## Società

### Evoluzione demografica
Abitanti censiti